# Ermita de la Virgen de Consolación (Belalcázar)
Die Ermita de la Virgen de Consolación (Kloster unserer Jungfrau des Trostes) in Belalcázar ist eine Einsiedelei, die aus der frühen Zeit der Reconquista stammt. Gahet, wie Belalcázar damals genannt wurde, wurde am 9. September 1236 von Truppen von Fernando III erobert und erst im letzten Drittel des 13. Jahrhunderts wieder bevölkert. Über die Erbauer der Einsiedelei ist nichts bekannt.

## Geschichte
Am 23. Juli 1472 trafen sich in der Kapelle die Dorfvorstände von Belalcázar und Hinojosa um die Nutzungsrechte ihrer Weidegebiete festzulegen.
D. Luis María Ramírez schrieb 1840:

«La actual ermita de Ntra. Sra. de Consolación fue iglesia de la aldea de Coslada, la cual existía aún en 1411. En lo antiguos se celebraba, el 8 de septiembre, una feria más en la fecha que se celebra solamente una velada, para lo que tiene alrededor de la iglesia portales en tres lados. El dicho día se hace una función costeada por la piedad de los fieles. Esta ermita es muy visitada por los vecinos de la villa y de Hinojosa, principalmente los sábados de marzo en que por tradición se ganan muchas indulgencias. En tiempos de necesidad por falta de lluvia y otras, es llevada la imagen de ésta Señora a la parroquial de Belalcázar donde se hacen rogativas. Su construcción y retablo denotan ser del siglo XIV ó XV.»

„Die heutige Ermita de Ntra. Sra. de Consolacion war die Kirche des Weilers Coslada der bereits 1411 bestand. Früher wurde am 8. September gefeiert, eine Feria mit der Besonderheit, dass sie nur einen Abend lang gefeiert wurde. […] Dieser Tag hat große Bedeutung für die Frömmigkeit der Gläubigen. Die Einsiedelei wird oft besucht von den Nachbarn aus Hinojosa, vor allem an den Märzsamstagen, an denen man nach der Tradition besonders viel Ablass erhält. In Zeiten der Bedrängnis, zum Beispiel Regenmangel, oder ähnlichem wird das Bild dieser Heiligen in die Pfarrkirche von Belalcazar gebracht, wo die Bittsteller sich einfinden. Das Bauwerk und der Altar stammen aus dem 14. oder 15. Jahrhundert.“

Mündliche Überlieferung besagt, dass diese Wallfahrt in den 1920er- und 1930er-Jahren besser besucht war als die von Alcantarilla. Die Menschen kamen aus allen umliegenden Dörfern. Es wurden liedbegleitete Tänze aufgeführt und die Tänzer schmückten das Fest mit Palmzweigen. Es wurden Stände aufgebaut, so wie sie in den Obstgärten der Pfirsichbauern Brauch waren und man lud Nachbarn und Freunde zu Wein und Pfirsich ein.
Wenn abends die Wallfahrt an der Einsiedelei zu Ende ging, verlagerte man das Fest und die Tänze in die Calle de la “Velá” (deutsch  Gasse der Kerze; heute: Calle de Fray Juan de la Puebla), im Barrio Marrubial.
In den ersten Nachkriegsjahren wurde eine Prozession eingeführt, um den Feiern in Belalcazar eine größere Feierlichkeit zu verleihen. Man führte den Brauch ein, am Abend des 15. August das Bild der Heiligen in die Pfarrkirche zu tragen, in der sie bis zum 8. September blieb. Für die Überführung wurden vier steinerne Tische auf der Route aufgestellt, um den Trägern zu ermöglichen das Bild zwischendurch abzustellen.

## Architektur
Wissenschaftliche Untersuchungen zeigen, dass die heutige Gestalt der Einsiedelei auf einem Umbau im späten 15. oder frühen 16. Jahrhundert beruht. Damals wurde eine gotische Apsis angefügt, die mit einem einfachen Kreuzbogen überdacht wurde. Außerdem streben dicke Säulen über typisch gotischen Fundamenten nach oben, die einen der Torbögen halten. Auch die seitlichen, sehr niedrigen Bögen sind Indizien für diesen Umbau.
Der Kirchenraum ist dreischiffig mit sehr niedrigen Bögen. Die gegenwärtige Konstruktion ruht auf großen monolithischen Pfeilern mit quadratischem Grundriss. Möglicherweise deutet dies darauf hin, dass sie älter sind als die anderen Mauern und Bögen. Einige Stellen sind stark gekalkt, was auf einen Ursprung zu Zeiten der Reconquista hindeuten könnte. Die ungekalkten Bögen dagegen weisen, in typischer Serrana-Art, an der Pfeilerbasis eine viel geringere Höhe und dafür größere Breite auf.
Am Sockel hat sie wie die Ermita de la Alcantarilla Fenster an Stelle der Tür. Die Seitentür (nach Norden) wird durch große Steine ohne Mörtel gebildet. Sie scheinen romanischen Ursprungs zu sein. Die südliche Seitentür liegt viel tiefer und weist anstelle des Bogens einen Türsturz mit feinem Mörtel auf.
Das breite Dach überdeckt das Kirchenschiff und die beiden seitlichen Portale. Das Dach des Haupteingangs schmiegt sich an der Giebelseite daran an. Aus dem Dach erhebt sich der Dachreiter mit der Glocke, der auf dem Quergewölbe sitzt, welches nahe an der Giebelseite der Kirche aufsteigt.
Auffallend ist noch eine kleine Säulenverstärkung, aus Schiefer auf einer Holzkonstruktion, die am Haupteingang zu sehen ist. Sie stammt von den Gräbern, die rund um die Kirche angelegt worden sind. Einige der Grabsteine aus Granit sind heute noch zu sehen.
Die Abmessungen der Einsiedelei sind vergleichbar mit denen der Ermita de la Alcantarilla. Sie wirken vor allem durch die großen Vordächer, die sie umgeben. Sie ist ein interessantes Beispiel für eine ländliche Einsiedelei, die eine regelmäßige Wallfahrt beherbergt und die noch immer mittelalterliches Gepräge hat.
Das Altarbild des 14. oder 15. Jahrhunderts wurde im Bürgerkrieg zerstört. Aus mündlichen Überlieferungen weiß man, dass es recht klein war, jedoch mit Blattgold verziert. Zur Innenausstattung gehörte auch ein schmiedeeiserner Zaun, der das Presbyterium und die Kanzel vom Kirchenraum abtrennte.

## Umbauten in neuerer Zeit
Nach dem Ende des Bürgerkriegs wurde ein neues Gnadenbild im Wert von 1.200 Pts. angefertigt. Dieses wurde in einer flachen Nische an der Wand des Presbyteriums platziert.
In den 1960ern wurden die Dächer neu gestaltet, sowie die beiden hohen seitlichen Fenster angebracht, die das Presbyterium erhellen und am Portal wurden einige Holzbalken durch Säulen aus Zement ersetzt. In dieser Zeit ging auch ein polychrom bemalter Holzpfeiler verloren, an dem eine Lampe befestigt war. Er war im Stil vergleichbar mit künstlerisch gestalteten Balken aus dem Castillo, bzw. dem Convento de Santa Clara de la Columna.
1993 wurde das Gnadenbild zusammen mit anderen Gegenständen gestohlen (Silberkännchen, Kerzenleuchter und Bronzegefäße). Noch im selben Jahr wurde das heutige Gnadenbild von dem Franziskaner-Bildhauer Francisco Javier aus dem Kloster San Antonio in Sevilla angefertigt.
Um das neue Gnadenbild aufzunehmen, wurde die heutige Nische gestaltet, die mit Granitstein ausgekleidet ist und kreuzförmig gestaltet wurde. Gleichzeitig wurde der Altar durch den gegenwärtigen Altar aus zwei Granitblöcken ersetzt.
Während der Arbeiten entdeckte man bei den Reparaturen an einem Gesims an der Frontseite der Kirche, die seit alters her eigentlich die „Purísima“ (deutsch „Reine“) genannt wurde, unter dem Putz polychrome gotische Malereien. Das Bild nahm die komplette Frontseite ein und stellte drei Erwachsene und ein Kind in gebückter Haltung dar. Die Malereien sind beschädigt, jedoch in relativ gutem Zustand.
Die Ausführung dieser Arbeiten wurden dem Hermano Mayor der Bruderschaft, dem Maurermeister Dionisio Núñez Hidalgo übertragen. Viele der Materialien wurden gespendet.
Seit über 40 Jahren wird auf diese Weise das Heiligtum erhalten und gleichzeitig Tradition und Volksfrömmigkeit gestärkt. Hermano Mayor ist mittlerweile Manuel García Medina.